# Gerbillus
Gerbillus é um gênero de roedores da família Muridae.

## Espécies
- Gerbillus acticola Thomas, 1918
- Gerbillus agag Thomas, 1903
- Gerbillus amoenus (de Winton, 1902)
- Gerbillus andersoni de Winton, 1902
- Gerbillus aquilus Schlitter & Setzer, 1972
- Gerbillus brockmani (Thomas, 1910)
- Gerbillus burtoni F. Cuvier, 1838
- Gerbillus cheesmani Thomas, 1919
- Gerbillus dongolanus (Heuglin, 1877)
- Gerbillus dunni Thomas, 1904
- Gerbillus famulus Yerbury & Thomas, 1895
- Gerbillus floweri Thomas, 1919
- Gerbillus garamantis Lataste, 1881
- Gerbillus gerbillus (Olivier, 1801)
- Gerbillus gleadowi Murray, 1886
- Gerbillus grobbeni Klaptocz, 1909
- Gerbillus henleyi (de Winton, 1903)
- Gerbillus hesperinus Cabrera, 1936
- Gerbillus hoogstraali Lay, 1975
- Gerbillus latastei Thomas & Trouessart, 1903
- Gerbillus mauritaniae (Heim de Balsac, 1943)
- Gerbillus mesopotamiae Harrison, 1956
- Gerbillus muriculus (Thomas & Hinton, 1923)
- Gerbillus nancillus Thomas & Hinton, 1923
- Gerbillus nanus Blanford, 1875
- Gerbillus nigeriae Thomas & Hinton, 1920
- Gerbillus occiduus Lay, 1975
- Gerbillus perpallidus Setzer, 1958
- Gerbillus poecilops Yerbury & Thomas, 1895
- Gerbillus principulus (Thomas & Hinton, 1923)
- Gerbillus pulvinatus Rhoads, 1896
- Gerbillus pusillus Peters, 1878
- Gerbillus pyramidum Geoffroy, 1825
- Gerbillus rosalinda St. Leger, 1929
- Gerbillus syrticus Misonne, 1974
- Gerbillus tarabuli Thomas, 1902
- Gerbillus vivax (Thomas, 1902)
- Gerbillus watersi de Winton, 1901